# یاسر سیروان
یاسر سیروان (به انگلیسی: Yasser Seirawan) (زاده ۱۹۶۰ در دمشق، سوریه) استادبزرگ شطرنج اهل ایالات متحده آمریکا و ۴ دوره قهرمان شطرنج این کشور است.
یاسر سیروان موفقترین بازیکن نسل جدیدی از جوانان آمریکایی است که امتیازش را به تراز بین‌المللی رسانده‌است. در دمشق زاده شد و خانواده اش در همان اوان که پسرک کوچکی بود به ایالت کالیفرنیا مهاجرت نمودند و همچون بسیاری دیگر، بر اثر تبلیغات و هیاهوی بازی فیشر و اسپاسکی به بازی شطرنج کشیده شد و از همان سنین کودکی به طور جدی بدین ورزش پرداخت. کامیابیها خیلی زود به سراغش آمدند. در سال ۱۹۷۹ برنده جایزه قهرمانی جوانان جهان شد و اولین درجه استادی بزرگ را در لون پاین کسب کرد. در سال ۱۹۸۱ مشترکاً قهرمان آمریکا شد و در ۱۹۸۶ بتنهایی به این مقام رسید؛ و در سال ۱۹۸۰ کورچنوی را شکست داد، در المپیک شطرنج سال ۱۹۸۲ کارپف و در ۱۹۸۶ کاسپارف را مغلوب کرد. آرزو نهاییاش کسب عنوان قهرمانی جهان است و بهترین مقامی که تاکنون توانسته کسب کرده نفر دهمی مسابقات انتخابی ۱۹۸۶ بوده‌است. مشکل یاسر – مردی با علایق بسیار که شیفته زندگی در بهترین حالاتش است –آنست که چگونه این آرمانهای حرفه‌ای، بدور از گرایش‌های بیمارگونه و افراطی بابی فیشر، سامان دهد. در اواخر دهه ۱۹۸۰ شواهد حاکی از این بودند که وی از نظر موقعیتی، به ده نفر برتر جهان شطرنج نزدیکتر شده‌است. یاسر، به خلاف فیشر، از شخصیتی طبیعی و عادی برخوردار است و در هر تورنمنتی که شرکت جسته نماینده خوبی برای آمریکا بوده‌است. چندی پیش وی در هستینگز، انگلستان بازی کرد و نمایشی در مقابل ۲۵ دانشجوی جوان در باشگاه شبانه لندن ترتیب داد. قبل از بازی اصرار داشت که با حریفش دست دهد و برای همه در آنها در آخر بازی جمله‌ای دلسوزانه در چنته داشت. یاسر در مقابل جوانی که داشت شیرینی می‌خورد و نمی‌توانست با او دست دهد، مکثی کرد، تبسمی نمود، چشمانش را بست و دستهای او را فشرد، بعد دستانش را پاک کرد و به بازی پرداخت. اما آنچه از یاسر می‌توان آموخت شطرنج پوزیسیونی قدرتمند – نمونه‌ای از روش آمریکایی- است. همچون ساموئل رشفسکی و پیلز بری وی نیز با گشایش‌های راهبردی آغاز می‌کند. گشایش مورد دلخواه وی سیستم انگلیسی است که به خاطر انعطاف‌پذیری و ویژگی‌های نا مشخص آن در میان استادان شطرنج رواج دارد. سیروان تمایل دارد که سیستم انگلیسی را برای کسب فضا در جناح وزیر بکار برده سپس از جناح دیگر از خطوط عقب به جناح شاه حمله‌ور شود. این یک استراتژی قوی است اگر همه‌جانبه در آن دقت شود و سیروان از جمله کسانی است که آن را خوب بکار می‌برد.
بازیهای بین‌المللی سال ۱۹۸۰ نشان داد که سیروان بعد از فیشر بزرگ‌ترین بازیکن آمریکا است. جایزه اول را مشترکاً با براون – سه بار قهرمان آمریکا – تصاحب کرد، با سه بازی باقی‌مانده به درجه استادی بزرگ رسید و کورچنوی را حذف کرد.